# Rejon szemurszyński
Rejon szemurszyński (ros. Шемуршинский район, czuw. Шăмăршă районĕ) – rejon w należącej do Rosji nadwołżańskiej republice Czuwaszji.

## Położenie i powierzchnia
Rejon szemurszyński leży we południowej części republiki i ma powierzchnię 799,1 km². Większość obszaru (56%) stanowią lasy. Sporą część terytorium rejonu stanowią obszary wykorzystywane rolniczo, zwłaszcza pastwiska. Przez rejon płyną dość liczne, choć niewielkie rzeki. Znajduje się tu Park Narodowy „Czawasz Warmanie”.

## Klimat
Rejon leży w klimacie umiarkowanym kontynentalnym. Średnia temperatura powietrza w styczniu to –13,2 °C, a w lipcu – +19 °C. Najniższa zanotowana w rejonie szemurszyńskim temperatura to –45 °C, zaś najwyższa – +38 °C. Rocznie na tym obszarze notuje się 479 mm opadów, które występują głównie w ciepłej połowie roku.

## Ludność
1 stycznia 1999 w rejonie szemurszyńskim żyło ok. 17,2 tys. osób. Całość populacji stanowi ludność wiejska, gdyż na obszarze tej jednostki podziału administracyjnego nie ma miast.
Gęstość zaludnienia w rejonie wynosi 23 os./km²
Zdecydowaną większość ludności (około 78%) stanowią Czuwasze. 11% populacji to Tatarzy, zaś resztę stanowią m.in. Rosjanie, Mordwini i Ukraińcy.

### Stolica i ośrodki osadnicze
Ośrodkiem administracyjnym rejonu jest wieś Szemursza. Oprócz niej na terenie rejonu znajduje się 32 inne wsie.

## Gospodarka
Podstawą gospodarki w rejonie jest dobrze rozwinięte wielosektorowe rolnictwo. Jest ono nastawione głównie na hodowlę o kierunku mleczno-mięsnym (bydło, owce, świnie oraz drób). Ponadto istotne znaczenie ma uprawa ziemniaków, zbóż, warzyw oraz roślin paszowych. Istnieje dość dobrze rozwinięte pszczelarstwo.
Przemysł jest rozwinięty słabo i nie ma dla gospodarki rejonu większego znaczenia, pełniąc rolę służebną względem rolnictwa. Drobny przemysł spożywczy przetwarza płody rolne, zarówno na potrzeby wewnętrznego rynku rejonu, jak i dla pozostałych części kraju. Ponadto istnieją niewielkie inne zakłady przemysłowe, zwłaszcza związane z ekspoloatacją lasów oraz inne drobne przedsiębiorstwa, jak np. cegielnie. Większość przemysłu w rejonie skupiona jest w Szemurszy.

## Historia
Rejon utworzono 5 września 1927 r.